# Grande Prêmio da Grã-Bretanha de 2006
Resultados do Grande Prêmio da Grã-Bretanha de Fórmula 1 realizado em Silverstone em 11 de junho de 2006. Oitava etapa do campeonato, foi vencido pelo espanhol Fernando Alonso, da Renault, com Michael Schumacher em segundo pela Ferrari e Kimi Räikkönen em terceiro pela McLaren-Mercedes.

## Resumo
- Últimos pontos de Juan Pablo Montoya e Jacques Villeneuve.
- Foi a última vez que um piloto canadense pontuou na Fórmula 1 por 11 anos, até o Grande Prêmio do Canadá de 2017, no qual Lance Stroll terminou em nono lugar.

## Pilotos de sexta-feira
| Construtor          | N° | Piloto           |
| ------------------- | -- | ---------------- |
| Williams-Cosworth   | 35 | Alexander Wurz   |
| Honda               | 36 | Anthony Davidson |
| Red Bull-Ferrari    | 37 | Robert Doornbos  |
| BMW Sauber          | 38 | Robert Kubica    |
| Midland-Toyota      | 39 | Giorgio Mondini  |
| Toro Rosso-Cosworth | 40 | Neel Jani        |
| Super Aguri-Honda   | 41 | Sakon Yamamoto   |

## Classificação da prova

### Treinos classificatórios
| Pos.   | Nº | Piloto               | Equipe              | Q1        | Q2       | Q3       | Grid |
| ------ | -- | -------------------- | ------------------- | --------- | -------- | -------- | ---- |
| 1      | 1  | Fernando Alonso      | Renault             | 1:21.018  | 1:20.271 | 1:20.253 | 1    |
| 2      | 3  | Kimi Räikkönen       | McLaren-Mercedes    | 1:21.648  | 1:20.497 | 1:20.397 | 2    |
| 3      | 5  | Michael Schumacher   | Ferrari             | 1:22.096  | 1:20.659 | 1:20.574 | 3    |
| 4      | 6  | Felipe Massa         | Ferrari             | 1:21.647  | 1:20.846 | 1:20.764 | 4    |
| 5      | 2  | Giancarlo Fisichella | Renault             | 1:22.411  | 1:20.594 | 1:20.919 | 5    |
| 6      | 11 | Rubens Barrichello   | Honda               | 1:22.965  | 1:20.929 | 1:20.943 | 6    |
| 7      | 7  | Ralf Schumacher      | Toyota              | 1:22.886  | 1:21.043 | 1:21.073 | 7    |
| 8      | 4  | Juan Pablo Montoya   | McLaren-Mercedes    | 1:22.169  | 1:20.816 | 1:21.107 | 8    |
| 9      | 16 | Nick Heidfeld        | BMW Sauber          | 1:21.670  | 1:20.629 | 1:21.329 | 9    |
| 10     | 17 | Jacques Villeneuve   | BMW Sauber          | 1:21.637  | 1:20.672 | 1:21.599 | 10   |
| 11     | 14 | David Coulthard      | Red Bull-Ferrari    | 1:22.424  | 1:21.442 |          | 11   |
| 12     | 10 | Nico Rosberg         | Williams-Cosworth   | 1:23.083  | 1:21.567 |          | 12   |
| 13     | 20 | Vitantonio Liuzzi    | Toro Rosso-Cosworth | 1:22.685  | 1:21.699 |          | 13   |
| 14     | 15 | Christian Klien      | Red Bull-Ferrari    | 1:22.773  | 1:21.990 |          | 14   |
| 15     | 21 | Scott Speed          | Toro Rosso-Cosworth | 1:22.541  | 1:22.076 |          | 15   |
| 16     | 18 | Tiago Monteiro       | Midland-Toyota      | 1:22.860  | 1:22.207 |          | 16   |
| 17     | 9  | Mark Webber          | Williams-Cosworth   | 1:23.129  |          |          | 17   |
| 18     | 19 | Christijan Albers    | Midland-Toyota      | 1:23.210  |          |          | 18   |
| 19     | 12 | Jenson Button        | Honda               | 1:23.247  |          |          | 19   |
| 20     | 22 | Takuma Sato          | Super Aguri-Honda   | 1:26.158  |          |          | 20   |
| 21     | 23 | Franck Montagny      | Super Aguri-Honda   | 1:26.316  |          |          | 21   |
| 22     | 8  | Jarno Trulli         | Toyota              | sem tempo |          |          | 22   |
| Fonte: |    |                      |                     |           |          |          |      |

### Corrida
| Pos.   | Nº | Piloto               | Construtor          | Voltas | Tempo/Diferença     | Grid | Pontos |
| ------ | -- | -------------------- | ------------------- | ------ | ------------------- | ---- | ------ |
| 1      | 1  | Fernando Alonso      | Renault             | 60     | 1:25:51.927         | 1    | 10     |
| 2      | 5  | Michael Schumacher   | Ferrari             | 60     | + 13.951            | 3    | 8      |
| 3      | 3  | Kimi Räikkönen       | McLaren-Mercedes    | 60     | + 18.672            | 2    | 6      |
| 4      | 2  | Giancarlo Fisichella | Renault             | 60     | + 19.976            | 5    | 5      |
| 5      | 6  | Felipe Massa         | Ferrari             | 60     | + 31.559            | 4    | 4      |
| 6      | 4  | Juan Pablo Montoya   | McLaren-Mercedes    | 60     | + 1:04.769          | 8    | 3      |
| 7      | 16 | Nick Heidfeld        | BMW Sauber          | 60     | + 1:14.594          | 9    | 2      |
| 8      | 17 | Jacques Villeneuve   | BMW Sauber          | 60     | + 1:18.299          | 10   | 1      |
| 9      | 10 | Nico Rosberg         | Williams-Cosworth   | 60     | + 1:19.008          | 12   |        |
| 10     | 11 | Rubens Barrichello   | Honda               | 59     | + 1 volta           | 6    |        |
| 11     | 8  | Jarno Trulli         | Toyota              | 59     | + 1 volta           | 22   |        |
| 12     | 14 | David Coulthard      | Red Bull-Ferrari    | 59     | + 1 volta           | 11   |        |
| 13     | 20 | Vitantonio Liuzzi    | Toro Rosso-Cosworth | 59     | + 1 volta           | 13   |        |
| 14     | 15 | Christian Klien      | Red Bull-Ferrari    | 59     | + 1 volta           | 14   |        |
| 15     | 19 | Christijan Albers    | Midland-Toyota      | 59     | + 1 volta           | 18   |        |
| 16     | 18 | Tiago Monteiro       | Midland-Toyota      | 58     | + 2 voltas          | 16   |        |
| 17     | 22 | Takuma Sato          | Super Aguri-Honda   | 57     | + 3 voltas          | 20   |        |
| 18     | 23 | Franck Montagny      | Super Aguri-Honda   | 57     | + 3 voltas          | 21   |        |
| Ret    | 12 | Jenson Button        | Honda               | 8      | Vazamento de óleo   | 19   |        |
| Ret    | 21 | Scott Speed          | Toro Rosso-Cosworth | 1      | Detritos da colisão | 15   |        |
| Ret    | 7  | Ralf Schumacher      | Toyota              | 0      | Colisão             | 7    |        |
| Ret    | 9  | Mark Webber          | Williams-Cosworth   | 0      | Colisão             | 17   |        |
| Fonte: |    |                      |                     |        |                     |      |        |

## Tabela do campeonato após a corrida
| Pos.   | Piloto               | Pontos |
| ------ | -------------------- | ------ |
| 1      | Fernando Alonso      | 74     |
| 2      | Michael Schumacher   | 51     |
| 3      | Kimi Räikkönen       | 33     |
| 4      | Giancarlo Fisichella | 32     |
| 5      | Juan Pablo Montoya   | 26     |
| Fonte: |                      |        |

| Pos.   | Construtor       | Pontos |
| ------ | ---------------- | ------ |
| 1      | Renault          | 106    |
| 2      | Ferrari          | 75     |
| 3      | McLaren–Mercedes | 59     |
| 4      | Honda            | 29     |
| 5      | BMW Sauber       | 17     |
| Fonte: |                  |        |

- Nota: Somente as primeiras cinco posições estão listadas.